# Henri Colans
Henri Achille Colans (Bruxelles, 5 luglio 1915 – Warquignies, 24 giugno 1996) è stato un sollevatore belga che ha gareggiato nella categoria dei pesi piuma.

## Carriera
Prese parte a due edizioni dei Giochi olimpici: a Londra nel 1948, classificandosi al 19º posto, e ad Helsinski nel 1952, piazzandosi ventesimo. Partecipò ai campionati mondiali ed europei di Parigi del 1946, piazzandosi rispettivamente al dodicesimo e al nono posto.